# 杜奕瑾
杜 奕瑾（トゥ・イーチン 1976年9月27日 - ）は台湾高雄市出身のソフトウェアプログラマー。かつてはアメリカ合衆国（以下米国）シアトル、現在は台北市に在住している。中国語によるものとしては台湾のみならず世界最大規模 ともいわれるインターネット掲示板「PTT（批踢踢）」の創設者、初代站長（管理人）であり、アメリカ国立衛生研究所研究員、マイクロソフト社の人工知能部門アジア太平洋地区プリンシパル・ディベロップメント・マネージャーを経て、2017年に帰国後は自身が設立した台湾AIラボ（繁体字中国語: 台灣人工智慧實驗室）を運営しているほか、2019年より中華電信独立董事（社外取締役）と行政院文化部傘下の文化内容策進院にて董事（役員）。

## 学生時代

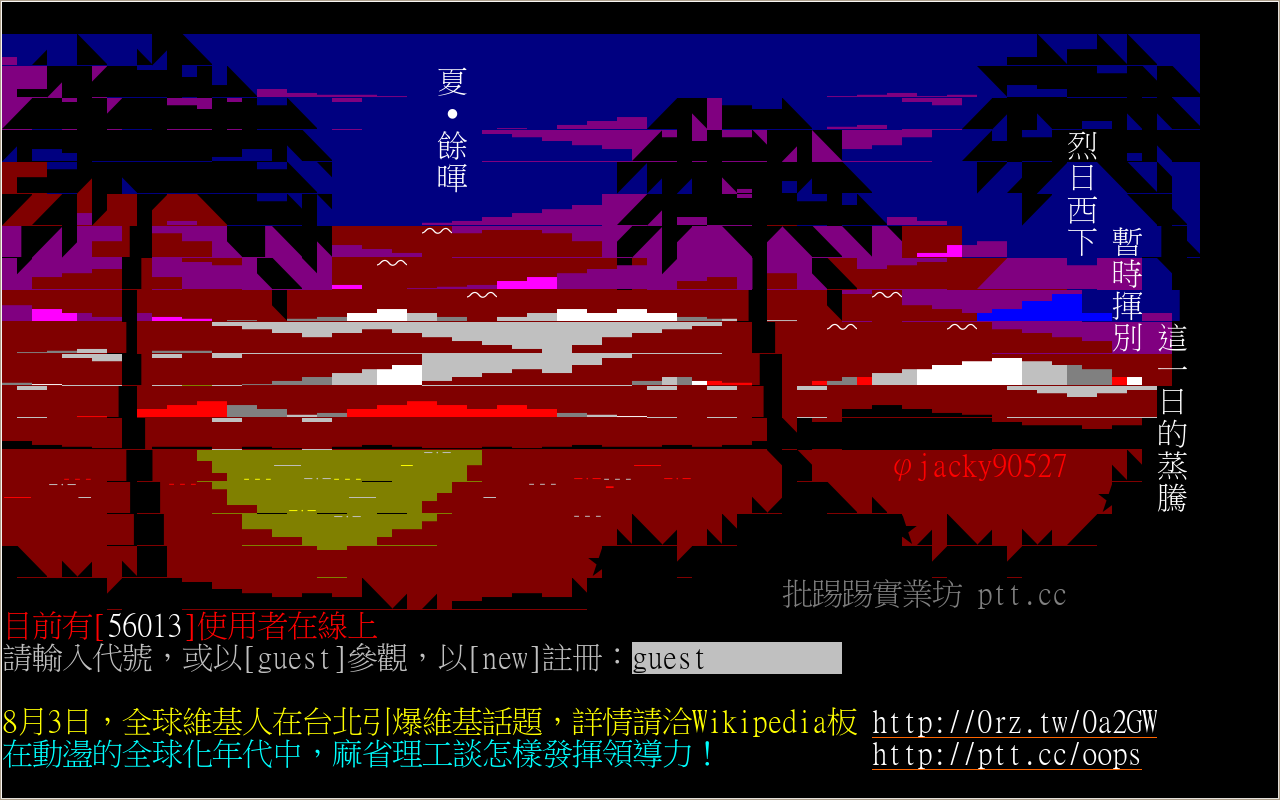
台湾最大の電子掲示板「PTT(批踢踢)」

高雄市立仁愛国民小学、高雄市立五福国民中学、高雄市立高雄高級中学を経て、1994年に国立台湾大学資訊系（情報工学部に相当）に進学。学士課程修了。国立台湾大学電機情報学院資訊工程学系および研究所（大学院の情報工学科に相当）に進学、碩士（修士に相当）課程修了。
台大在籍時に校内BBS「椰林風情」の管理人だったが、大学の方針で制約が多かったため2年時に自力で独自の掲示板を開設するに至った。それがPTT（批踢踢）である。曰く、『万物を抱擁し、自由独立で、何人にも完全な支配を受けない』。PTT創設とともに他のBBSと合同で管理母体である学内サークル「台大BBS研究社（電子佈告欄系統研究社）」も設立、初代サークル長を務めフリーソフトの発展を担う。PTTに集った各BBSの管理者たちは台大卒業後も台湾のIT業界で起業を果たしている。
1996年、ローカルの検索エンジンだった蕃薯藤（Yam）運営に加入し数年で台湾屈指のポータルサイトへと変貌させ、法人化も実現。Yahoo（雅虎台湾→現在のYahoo奇摩）に買収される前の前身サイトである奇摩站（KIMO）でBBSサービスなども展開した。

## アメリカ国立衛生研究所（NIH）
2003年、米国のスタンフォード大学への入学が内定していた。GREやTOEFL取得は終えていたものの、大学での生活費をアルバイトで賄っていただけの杜は入学手続きに必要な財産証明ができず入学は放棄した。しかし、その経歴が連邦政府アメリカ国立衛生研究所に注目され、同研究所傘下のヒトゲノム研究所所属することになった。遺伝子配列や癌の自動検出研究に従事。その間ワシントンDC玉山科技協会（Monte Jade D.C）理事、北米台湾商会（Taiwanese Chamber of Commerce of North America）副会長を兼任。

## マイクロソフト（MS）

Bing

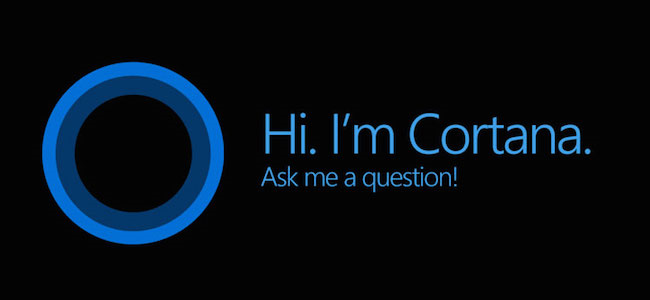
Cortana

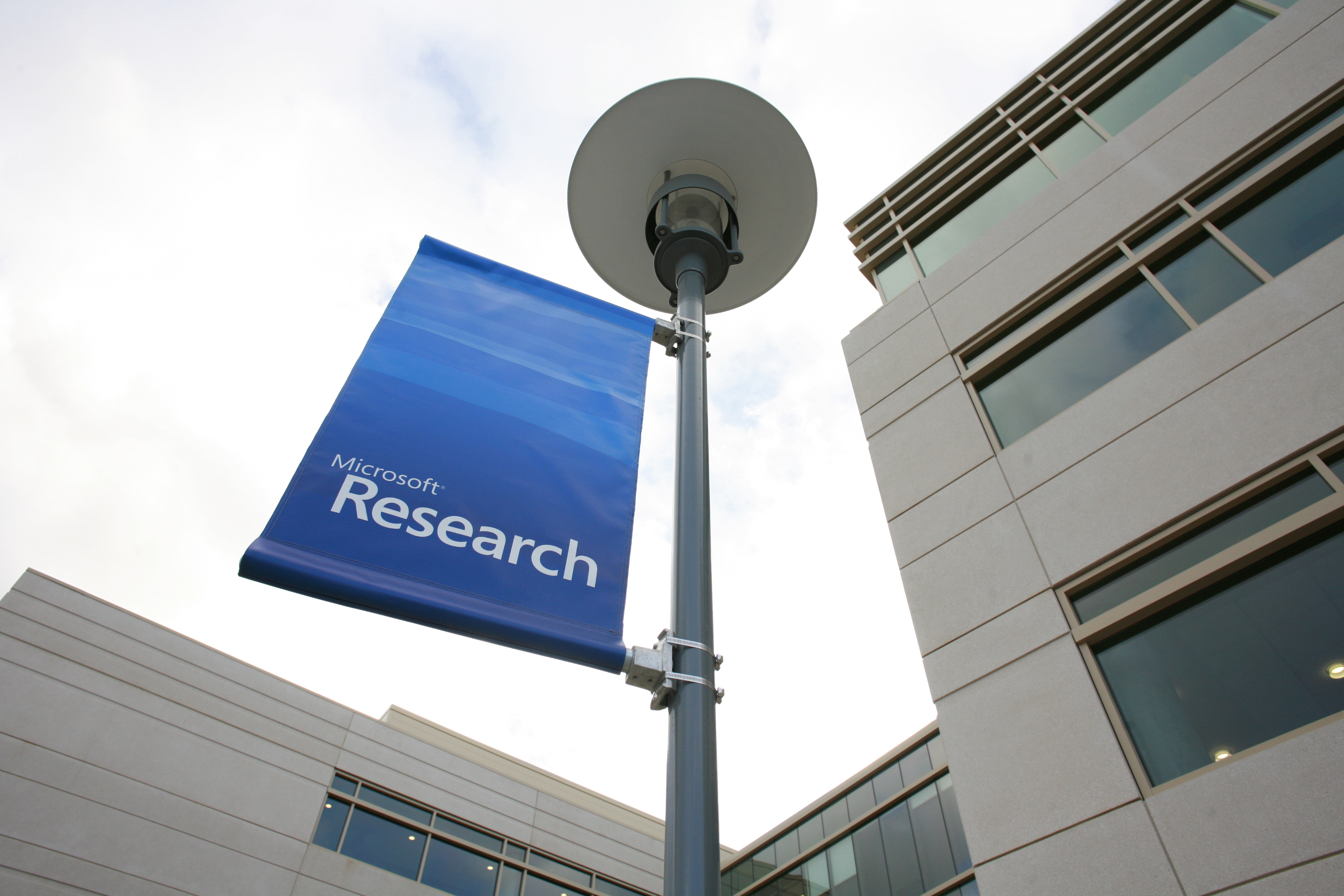
マイクロソフトリサーチ

2006年、マイクロソフトに転ずる。検索・広告業界No.1であるGoogleに行くよりもゼロから創造することを好んだことをその理由として語っている。Googleに対抗すべく中国出身の沈向洋（ハリー・シャム）博士が所属するマイクロソフトリサーチ傘下のインターネットサービス研究センターで検索エンジン「Bing」の設計やビッグデータ研究に従事。
2012年、人工知能研究部門でアジア太平洋地区のエンジニアリング・マネージャーに昇格。その後同社のAIアシスタント「Cortana」開発チームのマネージャーとなる。杜はMSが中国に設立した蘇州研究開発センターでCortanaの商業化製品システムの構築を担った。MSの中国語圏界隈では「Cortanaの父」と呼ばれるに至った
。
2015年、杜率いるCortanaチームはクロスプラットフォーム仕様のAIアシスタントを発表。翌2016年にはMS開発者カンファレンスにて杜が社を代表して人工知能戦略と協業戦略を発表した。CEOのサティア・ナデラはカンファレンス中に「Cortanaとその人工知能開発チームがMSの人工知能戦略上、最も代表的なものであるとして、杜が率いるチームは世界初のクロスプラットフォームAIアシスタントを生み出し、エージェントやボット、AIの概念をリリースした」と発表。世界各国の報道機関はMSの次世代OSであると称えた。Googleは同カンファレンスにてチャットアプリ「Google Allo」を、FacebookもFacebook Messenger向けのMessenger Botをリリースすると発表し、杜在籍時のMS人工知能戦略に応える形となった。
同年MSが設立したハリー・シャム率いる6,000人規模の人工知能開発チーム（AI.R.）で杜は初代アジア太平洋地区プリンシパル・ディベロップメント・マネージャーとなり、クロスプラットフォームのCortanaによるアジアでの人工知能戦略を担う。

## 台湾人工知能実験室（Taiwan AI Labs）

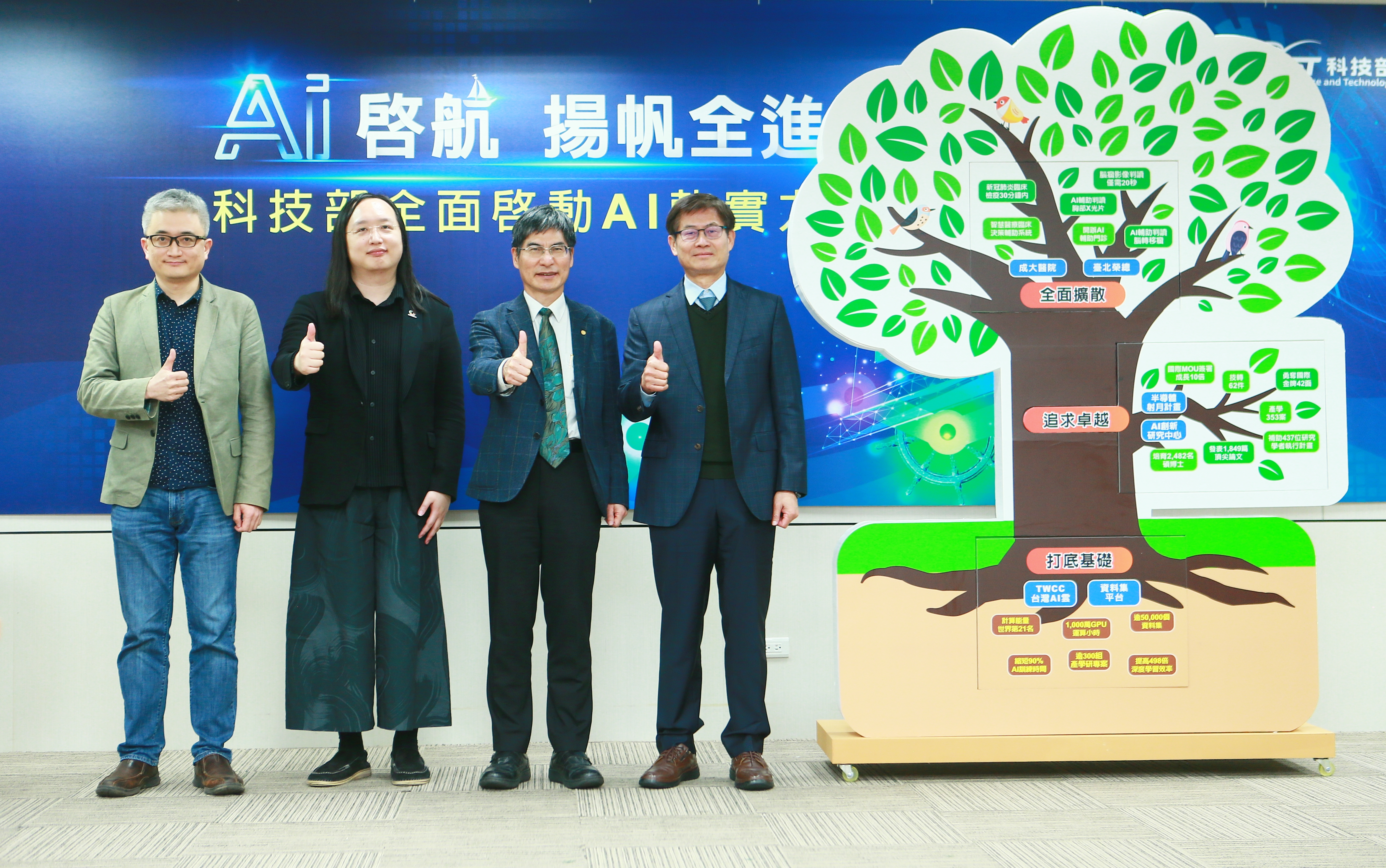
科技部との提携発表にて。左から杜、行政院政務委員唐鳳、科技部部長陳良基、同政務次長許有進（2020年3月）

2017年3月、MSを退職すると、母国にて非政府かつ非営利の「台湾AIラボ（Taiwan AI Labs、台灣人工智慧實驗室）」を設立。同年6月に20人体制で始動。「ヘルスケア」・「スマートシティ」・「人的交流」を旗印に、台湾人によるAI発展と台湾のソフトウェア業界の競争力向上を目指すことになった。従来の台湾のIT産業はハードウェア生産に偏っていて、ソフトウェア人材の受け皿がなく、高度人材の国外流失を招いていた。これに歯止めをかけるべく、杜は台湾出身の世界的に著名な教授陣とトップクラスのソフトウェア人材を招集し、国内企業との共同実験を通じて台湾国内でのソフトパワーとグローバルマーケットでの地位を確立させるとしている。
同年6月にドキュメンタリー映画「看見台湾II（邦題：上から見る台湾）」製作中に事故死した映画監督チー・ポーリン作品の視点を
AIによるドローンで再現すべく、中華民国科技部南部科学工業園区管理局とAIラボの合同で台南市のスマートシティ化プロジェクトを始動した。
2019年6月、台北栄民総医院とAIラボは医療現場でのAIによる医療画像診断支援を目指すことで合意した。
2020年3月、台湾の国産スーパーコンピュータ「台湾杉二号」（2018年稼働）を用いたAIの学習時間短縮で行政院科技部と提携することが発表された。

### AI音声入力「雅婷逐字稿/雅婷一号」
2018年、ASUSは杜との合作で自社スマートスピーカー開発を発表した。
台湾でもコンピュータでの中国語入力ソフトは中国大陸由来のものに依存しており、台湾企業はそのコストパフォーマンスや効率性を認めているものの、プライバシー侵害を憂慮していることから、AI Labsは台湾訛りの強い中国語や独自の言い回しにも対応する英中音声入力アプリ「雅婷逐字稿」および音声入力システム「雅婷一号」（初期はiOSのみ）を開発した。
2019年1月、雅婷一号を搭載したASUSのスマートスピーカー『神隊友小布（シャオブー）』が自社および通販大手PChome、家電量販店で正式に発売された。
6月、このアプリが国家両庁院で試験的に活用されることが発表された。

### COVID-19
2020年3月、新型コロナウィルス『COVID-19』の流行を受けて杜と旧知である行政院副院長（当時）の陳其邁が招集した専門家会議にAI分野代表として杜が参加、検疫時間短縮やワクチン開発支援としてAI活用が導入されている。行政院衛生福利部と共同開発したAIによるX線画像分析を通じた診断補助システムは、Facebook社や欧州連合、イギリスなどの国外向けには無償提供している。また、2020年4月に接触歴記録アプリ（通称：社交距離APP）開発にも着手し、個人情報と直結しないアプリ固有のIDで匿名性を維持したまま濃厚接触を疑われる者の追跡を容易にした。5月、陳其邁はイギリスにも提供する見通しを語った。これらは米国在台協会や日英の中華民国在外公館を通じての国外支援も見込まれており、陳其邁は杜を絶賛した。（アプリは#外部リンク節App Storeを参照）

## その他

### IT業界
台湾フリーウェア協会（繁体字中国語: 台灣自由軟體協會）会長。

### 中華電信
2019年6月に開かれた国内通信最大手中華電信の株主総会で独立董事（社外取締役）に任命された。

### 行政院文化部
2019年6月、年初に立法院の三読を通過し、文化コンテンツ普及のために設立された国策機関で中華民国文化部傘下の文化内容策進院で董事に任命された。

## PTTと杜
今でこそ「Professional Technology Temple」という名で知られているが、PTTは杜の個人ID名であり、在学時の渾名「Panda Tu」に由来している。渾名の頭文字PTに語感を良くするためにTを重ねたPTTをIDおよび掲示板名とし、その漢字名を「批判」と暴露・スクープを意味する「踢爆」を組み合わせた『批踢踢』とした。管理人の立場を離れた現在でも、PTTの生み出した文化や価値観こそが最も重要なものとするコメントを度々発している。
| 「 | 「郷民」はディスプレイの前で吠えているだけの人たちではない。郷民精神は台湾社会のポジティブな影響力や感染力を更に高めるものであり、その焦点は「慈済」（慈愛と救済）にある。何かが起こると自然とみんなが集まり無報酬で貢献することが力を生み出している。例えば2009年の台風モーラコットに伴う八八水災では多数の民家が流されたが、郷民が物資の集約、人材動員、災害情報拡散のプラットフォームとして機能した。現実社会での彼らは年齢も職業もバラバラだが、ネット上では自己と社会的関心事を行動として結びつける。この精神は社会運動や公共的な議題での討論にも及ぶ。郷民たちの自発参加による討論あるいは行動こそがPTTを最も価値あるものたらしめている。 | 」 |
| —  | |    |

| 「 | （創設から20年経った）現在のPTTは台湾社会の縮図であり、非常に好ましいもの。人と時代は恒常的な標準に縛られることなく動くものであり、PTTも同様に一つの共通認識を追求するのではなく、常に前進していればよい。今のPTTが美しいものかと言われればそうではないが、愛らしさと人情味に溢れている。この開放的で自由な精神は維持されなければならないし、PTTはユーザーや郷民参加に合わせてその歩みを止めることは無い。 | 」 |
| —  | |    |

2016年、立法委員も務めた中国国民党の幹部蔡正元が トーク番組 に出演後に「自身のFacebookページの週間アクセス数が120-300万人に達し、PTTを超えた。」と投稿したことで、転載されたPTTのスレッドでは嘘爆（不支持表明）が大多数となった。このときに杜も自身のFacebookで「Joke板とか（超常現象の体験や創作用の内部掲示板である）阿飄板と比べてのことか？」と辛辣な論評を残している。実際にPTT全体ではピークタイム1時間で最高498万人、1日最高1,158万人のアクセスを記録している。
2017年10-11月にPTTは機材トラブルにより約5日間停止した。インスタグラムやFacebookで開発に携わったある台湾人エンジニアは、「PTTが商用化しないから時代遅れになっている。他の商用プラットフォームで4日もサービス停止などあり得ない」という旨のコメントを発すると、杜は「LINEや微信(WeChat)、Facebookなどの商用プラットフォームと比較するのは不当である。PTTの多くの管理人は科学技術分野に秀でており、多くの郷民もITを得意分野としている。非商用が問題ではない。20数年来、台湾には大手外資系テクノロジーの進入があったが郷民の中心的価値観は取って代わることはなかった。この初心の維持こそが最も成就しがたいものである。」と反論している。
ビットコインの将来性や透明性について、2018年までの22年間という最も歴史があり最も安定的だったPTT内の仮想通貨「P幣」に比べて不安定要素が多いと否定的なコメントを寄せている。

### 言論プラットフォームの中立性について
PTTは創設以来いかなる組織からも独立状態を保っているが、台大のネットインフラに依存するためその規約には従う必要がある。杜曰く、「台湾大学とPTTは親子関係にあるが、従属関係には無い」。杜の在学中に名実ともに独立を試みたこともあるが、その後も実現に至っていない理由の一つとして、かつて国立交通大学のサークル集団によって創設された無名小站が商用化後に7億元でYahoo奇摩に売却された際、交通大学は6,000万元の売却益を得たが運営サークルと大学に対し多くの批判が浴びせられたこと、すなわち建前上のアカデミックな言論空間を商用化することに対する世間の嫌悪感を挙げている。そして「所在地は台大、法的な所有権は杜、管理権は台大のBBSサークル」という奇異な現象のまま現在に至っているが、これが結果として大学外からの政治介入や大学本体からの介入を防ぎ、独立性を維持できている要因となっている。
PTTが形式上は匿名であり、プラットフォームとして台湾版Facebookになれないのではないかという議論が起こると、杜は「創設20年を超え今なお商用化に至っていないのは誰にも支配されない言論プラットフォームを維持するため」とし、「そもそもFacebookのようになる必要がない」とフェイクニュースや過度にパーソナライズされた広告など商用化の負の側面が目立つFacebookに比べて現行のPTTは劣っていないと自信をみせている。

#### ptt.ai計画
以下は杜の寄稿文によるもの。
近年米国ではApple、Google、アマゾン、マイクロソフト、Facebookの5社による情報インフラ（スマートフォン、オンラインショッピング、SNS、検索、ネット広告市場）の寡占化が著しく、FCC（連邦通信委員会）がネットワーク中立性を撤廃したり、中国ではアリババやテンセントが個人情報と紐づけられたモバイル決済市場の90%を支配するなど、個人情報の保護が危機に晒されていることで、PTTの中立性を維持すべく、2018年4月に国立成功大学の電子掲示板「夢之大地」共同創設者でIoT専門家のLman（朱宜振）、無名小站創設者の小光（林弘全）、その管理人だったjserv（黄敬群）らが設立した「BiiLabs」と共同で「資料正義行動」を宣言、ブロックチェーンの暗号理論を用いてPTTのAI化プロジェクト「ptt.ai計画」を始動した。PTT内の仮想通貨P幣の安全性強化とそれに伴う用途拡大などを見込んでいる。

### 郷民と杜
杜が台大を卒業後もPTTの郷民（住民、ユーザー）が形成するインターネット文化（郷民文化）と言論が台湾の実社会に影響を及ぼすほどの盛況をみせ、陳綺貞（チアー・チェン）やメンバー自身が郷民として知られる五月天(メイデイ)等の当時台湾ではまだブレイクしていなかったミュージシャンもPTT内で単独看板が創設されるほどの人気を得るに至っている。郷民からは「創世神」、「PTTの父」と呼ばれている。そのためPTTで定期的に開催される「第x屆PTT Famous（PTT風雲人物投票）」（2017年までで5回開催）では毎回トップ10圏内にランクインし、そのカリスマ性は健在である。

## 人物
- 父は高雄市内で家電販売店を経営、母は教職。小学2年時に両親からApple IIを買い与えられた。両親は学業の成績よりも生活上の情熱と問題解決能力を問うたという。奕瑾は父の家業に影響され、幼少時より溶接や冷房修理の技術を身に付けた[8]。父はクリスチャンであることから奕瑾がPTT郷民から「創世神」と呼ばれることについては抵抗があると述べている[8]。
- PTT郷民との質疑応答コーナーでの回答[57]
  - 好きな楽曲は5566（ウーウーリウリウ）の「我難過」。自身にとっての「神曲」としている。
  - 在米時に最も懐かしんだ母国の味は鴨血（ヤーシュエ）と米血糕（ミーシエガオ）。
  - PTT利用について、毎日ログインし、Gossinping（八卦板）を最も閲覧している。
- 2015年に波多野結衣のチャリティー版悠遊卡（ヨウヨウカー、台湾のIC乗車カード）販売時に台北市議会・市政府で問題視され発売が危ぶまれた騒動（波多野結衣悠遊卡事件（中国語版））では波多野支持を表明した[58]。

## 著作

### 論文
台湾大学
- 2000年：數位博物館資訊管理與呈現系統之研究（A Study On Information Management and Presentation of Digital Museum System）

マイクロソフトリサーチ
- 2010年：Structuring unstructured web data using crowdsourcing[59]（共著）
- 2010年：Automatic Extraction of Structured Web Content[60]（共著）